# ヤコプ・アンドレーアスン
ヤコプ・アンドレーアスン（デンマーク語: Jacob Andreasen）は、デンマークのハンドボールコーチ。
2007年にはハンドボールグリーンランド代表ヘッドコーチを務めており、2012年にはハンドボールグリーンランド女子代表ヘッドコーチに転じ、2016年まで務めた。その後スィルゲボー＝ヴォールのヘッドコーチとなった。

にあるリトアニアのビリニュス地域の放棄された農場。
第二ポーランド共和国では、それはビリニュスののビリニュス-トロキに属していました。